# Hi, Hi, Hi
Hi, Hi, Hi är en låt skriven av Paul McCartney och Linda McCartney och framförd av Wings. Den utgavs som dubbel a-sidesingel tillsammans med låten "C Moon" i december 1972. Den medtogs ursprungligen aldrig på något studioalbum. Första gången den förekom på album var samlingsalbumet Wings Greatest 1978.
Låten blev en internationell hit 1973. I hemlandet Storbritannien blev den bannlyst av public service-bolaget BBC på grund av "sexuella anspelningar", och för att refrängen ansågs referera till narkotikabruk. McCartney menade senare att ordet "polygon" i texten missuppfattas som "body gun".

## Listplaceringar
| Lista (1972-1973) | Position               |
| ----------------- | ---------------------- |
| Australien        | 25 (Go Set)            |
| Danmark           | 3 ("Top Tyve")         |
| Finland           | 18                     |
| Frankrike         | 35                     |
| Kanada            | 5 (RPM)                |
| Nederländerna     | 6                      |
| Norge             | 4 (VG-lista)           |
| Spanien           | 1                      |
| Storbritannien    | 5                      |
| Sverige           | 8 (Kvällstoppen)       |
| Sverige           | 6 (Tio i topp)         |
| USA               | 10 (Billboard Hot 100) |
| Västtyskland      | 16                     |